# Kathy Bates
Kathleen Doyle Bates (Memphis, Tennessee, 28 de junio de 1948), conocida artísticamente como Kathy Bates, es una actriz estadounidense de cine, televisión y teatro, ganadora de los premios Óscar, Globo de Oro, Emmy y SAG. Su actuación en Misery es reconocida como una de las mejores interpretaciones femeninas en la historia del cine y del mismo modo pasó a la historia como una de las villanas más famosas de la historia del celuloide.
Sus otros papeles nominados al Premio Óscar fueron gracias a Primary Colors (1998), About Schmidt (2002) y Richard Jewell (2019). Sus otras películas notables incluyen Fried Green Tomatoes (1991), Dolores Claiborne (1995), Titanic (1997), The Waterboy (1998), Revolutionary Road (2008), The Blind Side (2009), o Midnight in Paris (2011).
Bates también es conocida por su extenso trabajo en televisión. Ganó su primer premio Primetime Emmy a la mejor actriz invitada en una serie de comedia por la novena temporada de Two and a Half Men (2012) y el segundo a la mejor actriz de reparto en una miniserie o película por su interpretación de Delphine LaLaurie en American Horror Story: Coven (2013). Sus otros papeles nominados al Emmy fueron en The Late Shift (1996), Annie (1999), Six Feet Under (2003), Warm Springs (2005), Harry's Law (2011-2012), American Horror Story: Freak Show (2014) y American Horror Story: Hotel (2015).
El 20 de septiembre de 2016, Bates recibió una estrella en el Paseo de la fama de Hollywood por su trabajo en la industria cinematográfica. Su estrella está ubicada en 6927 Hollywood Boulevard.

## Primeros años
Kathy Bates nació el 28 de junio de 1948 en Memphis, Tennessee (Estados Unidos), como la hija menor de Langdon Doyle Bates, un ingeniero mecánico, y de Bertye Talbot, un ama de casa. Tiene dos hermanas mayores, Patricia y Mary. Descubrió su gusto por la actuación interpretando varias obras en la escuela secundaria. Posteriormente estudió en la Southern Methodist University en Dallas, Texas, graduándose en arte dramático en 1969. En 1970, se mudó a Nueva York para desarrollar su carrera como actriz.

## Carrera

### 1970-1989: Inicios y actriz de teatro
Después de mudarse a la ciudad de Nueva York, Bates trabajó en varios trabajos ocasionales, así como en papeles teatrales menores, mientras luchaba por encontrar trabajo como actriz. En un momento, trabajó como cajera en el Museo de Arte Moderno.
Su primera película  fue Taking Off, en 1971. Recibió un Óscar a la mejor actriz por su magnífica actuación en Misery, junto a James Caan, gracias a la cual se encuentra en el puesto 17 de las 100 mejores interpretaciones de villanos del cine. Desde ese momento ha trabajado con mayor frecuencia como actriz de reparto.
Después del lanzamiento de Taking Off, Bates no trabajó en otro largometraje hasta que apareció junto a Dustin Hoffman en Straight Time (1978), aunque continuó actuando en el escenario durante la década de 1970. Pero, sin duda, el proyecto que le relanzó su carrera fue el gran papel de manos de Robert Altman en 1982, con Come Back to the Five and Dime, Jimmy Dean, Jimmy Dean (1982).
En 1973 actuó en el grupo itinerante de Wayside Theatre, Wayside Theatre on Tour, y fue acreditada como "Bobo Bates". Su primera actuación fuera de Broadway fue en la producción de 1976 de Vanities. Posteriormente, Bates originó el papel de Lenny en la primera producción de Crimes of the Heart en el Actors Theatre de Louisville en 1979. A partir de 1980, apareció en Fifth of July de Lanford Wilson. 
Durante este tiempo, también comenzó a trabajar en televisión, protagonizando una variedad de telenovelas como The Doctors, All My Children y One Life to Live, además de hacer apariciones especiales en episodios de series de horario estelar como The Love. Boat, Cagney & Lacey y St. Elsewhere desde finales de los 1970 hasta mediados de los 1980.
El New York Times escribió que, a principios de la década de 1980, Bates "se estableció como una de las mejores actrices de teatro de Estados Unidos". En 1983, fue nominada al premio Tony a la mejor actriz principal en una obra de teatro por su papel en la obra ganadora del premio Pulitzer "Night, Mother".

### 1990-2009: Éxitos y aclamación de la crítica

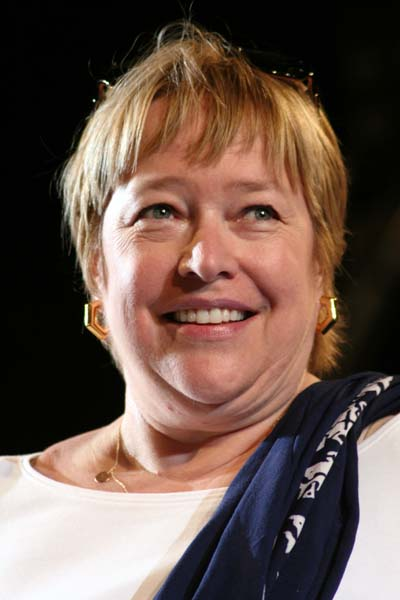
Bates en la edición de 2006 del Giffoni Film Festival

La actuación de Bates en la película de terror de 1990, Misery, basada en el libro del mismo nombre de Stephen King, marcó su avance en Hollywood. La película fue un éxito comercial y de crítica, y su interpretación como Annie Wilkes recibió una amplia adulación de la crítica. Gracias a dicho papel ganó el premio Óscar a la mejor actriz y el el Globo de Oro a la mejor actriz en una `película dramática. El American Film Institute incluyó a su personaje, Annie Wilkes (interpretada por Bates) en su lista de "100 héroes y villanos", clasificándola como la 17ª villana más icónica (y la sexta villana más icónica) en la historia del cine. También ese año, tuvo un papel en la película policial Dick Tracy de Warren Beatty.
Durante los años 1990, participó en otras grandes películas comerciales como Come Back to the Five and Dime, Jimmy Dean, The Morning After, Straight Time, Men Don't Leave, Dick Tracy, Fried Green Tomatoes, esta última basada en la novela de Fannie Flagg, y Arthur 2: On the Rocks, protagonizada por Liza Minnelli. En 1995, Bates interpretó el personaje principal en Dolores Claiborne, otra adaptación bien recibida de Stephen King, por la que fue nominada por a los Premios Saturn en la categoría de mejor actriz. La actriz vivió uno de los mejores momentos de su carrera artística tras haber participado en Titanic (1997), donde interpretaría a la superviviente Margaret "Molly" Brown, así como en la sátira política Primary Colors.
En 1996, Bates recibió su primera nominación al Premio Emmy a la mejor actriz de reparto en una miniserie o película, por su interpretación de Helen Kushnick en The Late Shift de HBO. Ese papel también le valió a Bates su segundo premio Globo de Oro en la categoría de Mejor Actriz de Reparto – Serie, Miniserie o Película para Televisión y su primer premio del Sindicato de Actores a la mejor interpretación de una actriz en una miniserie o película para televisión.
En 2002 se le ofreció el papel de "Mamá" en la película Chicago, pero no pudo aceptarlo, pues tenía el compromiso para grabar con Jack Nicholson la película A propósito de Schmidt (por la que sería nominada al Óscar a la mejor actriz de reparto).
A lo largo de la década de 2000, Bates trabajó constantemente en el cine de Hollywood, a menudo interpretando papeles secundarios, como en Rumor Has It... (2005), Failure to Launch (2006), P.S. I Love You (2007), The Day the Earth Stood Still (2008), o The Blind Side (2009). En 2006, dirigió y coprotagonizó su debut como directora de largometraje Have Mercy (2006) con Melanie Griffith.  En 2008 realizó una destacada interpretación secundaria en Revolutionary Road.

### 2010-presente: Actriz de culto y últimos papeles

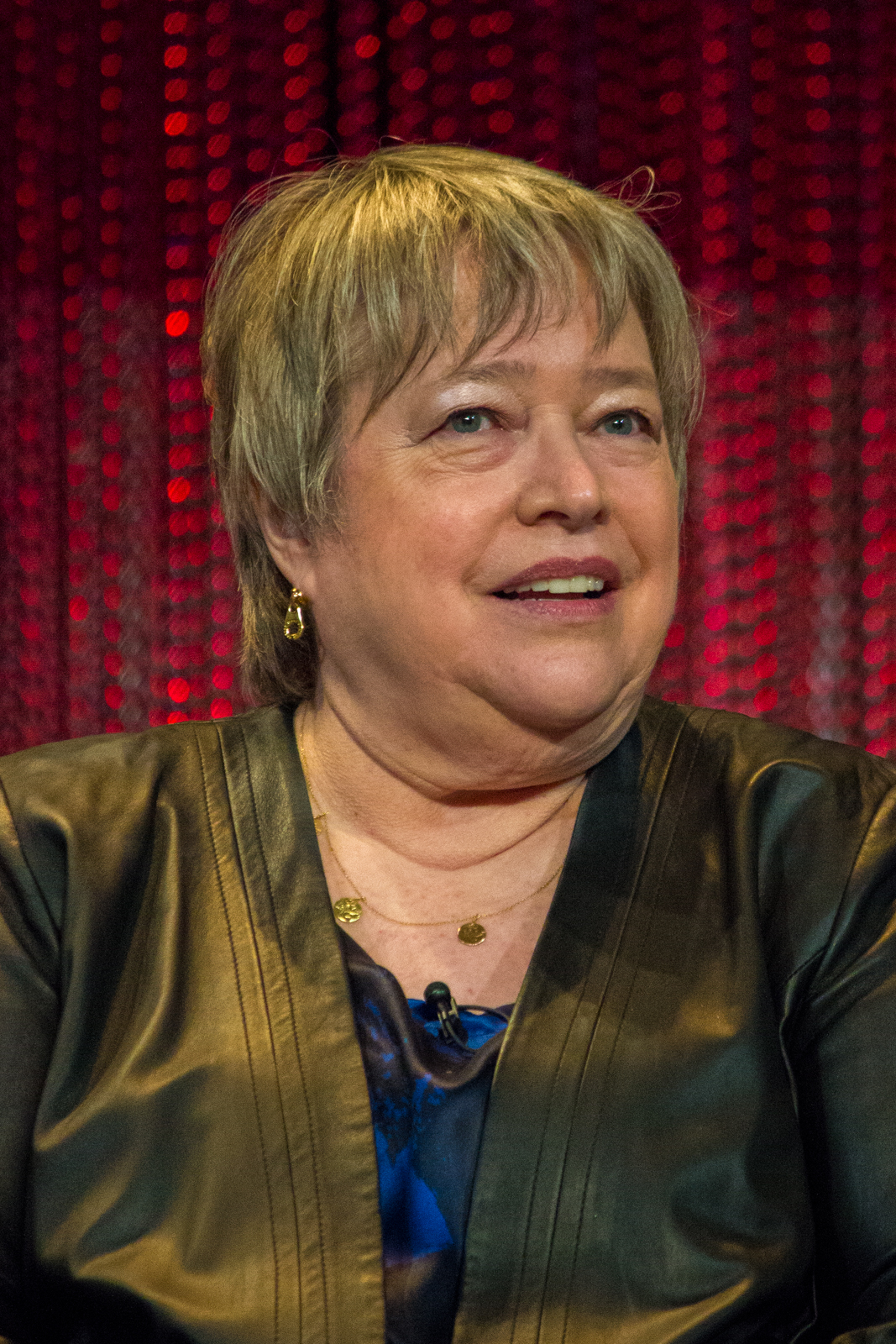
Bates en el PaleyFest de 2014

En 2010, Bates apareció en la película de comedia romántica Valentine's Day, dirigida por Garry Marshall. De 2010 a 2011, tuvo un papel invitado recurrente en la comedia de NBC, The Office, como Jo Bennett. Su primer papel principal en una serie de televisión fue en el drama legal de David E. Kelley, Harry's Law, que comenzó a transmitirse en NBC el 17 de enero de 2011, pero luego fue cancelado el 14 de mayo de 2012.
En 2011 trabajó por segunda ocasión con Woody Allen en la película Midnight in Paris, interpretando a la escritora Gertrude Stein. En 2012, Bates hizo una aparición especial en Two and a Half Men como el fantasma de Charlie Harper en el episodio "Why We Gave Up Women", que se emitió el 30 de abril de 2012. Esta aparición especial resultó en que Bates ganara su primer premio Primetime Emmy, en la categoría de mejor actriz invitada en una serie cómica, tras nueve nominaciones.
Además, destacan sus papeles en la serie de antología American Horror Story: interpretó a la racista Delphine LaLaurie en American Horror Story: Coven, a la mujer barbuda Ethel Darling en American Horror Story: Freak Show, a la recepcionista Iris en American Horror Story: Hotel y a la actriz Agnes Mary Winstead y la carnicera en American Horror Story: Roanoke. En 2017 no se contó con su participación en American Horror Story: Cult. En 2018 regresó al elenco principal como la robot Miriam Meade en la temporada 8, American Horror Story: Apocalypse.
En 2017, Bates protagonizó la serie de televisión de Netflix Disjointed, en la que interpretó el personaje de Ruth Whitefeather Feldman, propietaria de un dispensario de marihuana medicinal en California. En 2018, apareció en dos películas: en la película de autor de Xavier Dolan, críticamente criticada, The Death and Life of John F. Donovan y como la activista política Dorothy Kenyon en la película biográfica, On the Basis of Sex, dirigida por Ruth Bader Ginsburg. Ese año, también apareció como estrella invitada en el final de la undécima temporada de la comedia de CBS The Big Bang Theory.

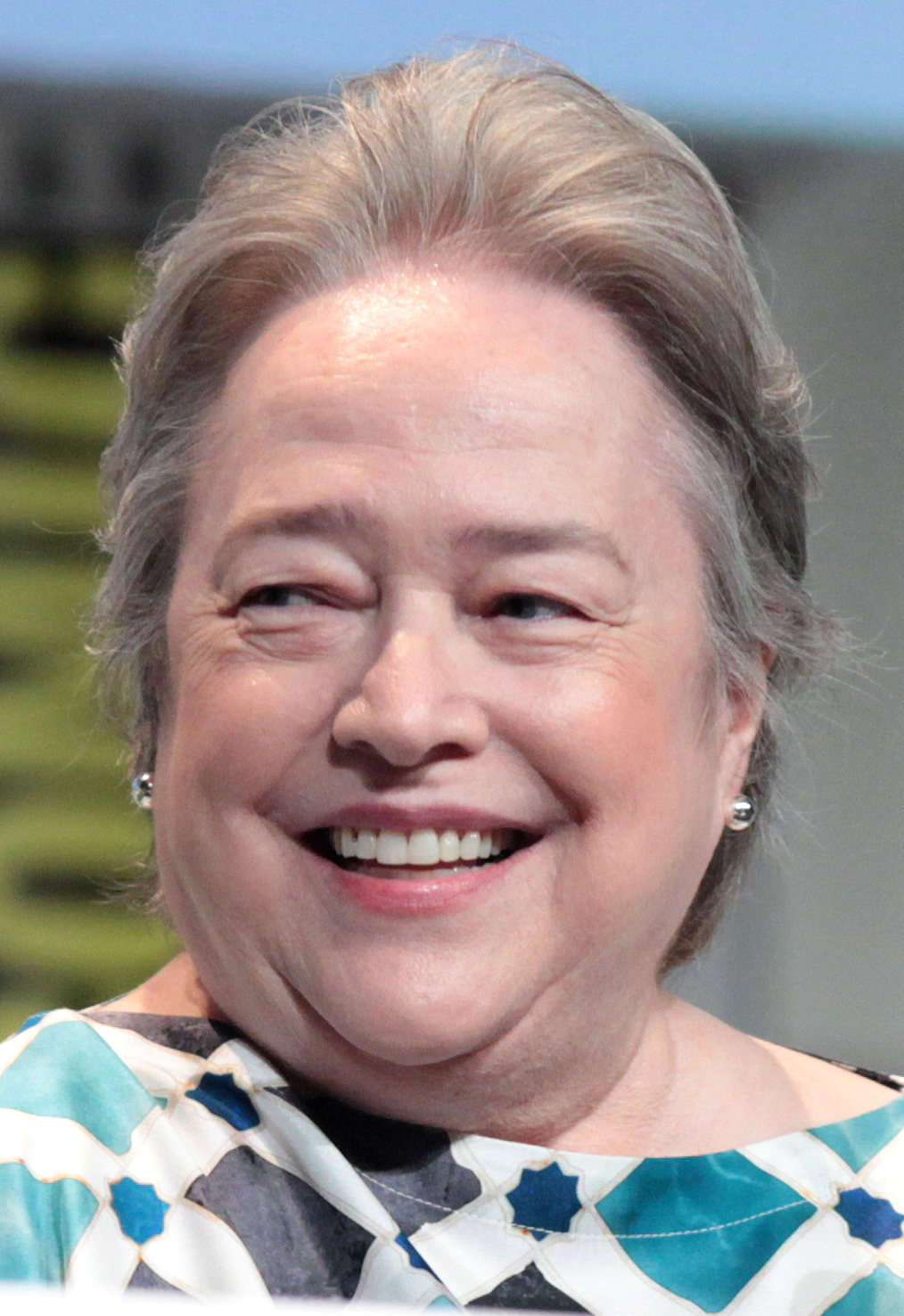
Kathy Bates en 2015

En 2020, se informó que Bates protagonizaría una película dramática irlandesa, The Miracle Club, con Maggie Smith y Laura Linney. La trama de la película se describe como un viaje "alegre e hilarante" de un grupo de mujeres desenfrenadas de clase trabajadora de Dublín, cuyo peregrinaje a Lourdes en Francia las lleva a descubrir la amistad de cada una y sus propios milagros personales. La película fue estrenada en Tribeca Film Festival de 2023. En el mismo año, se estrenó la película de mayoría de edad Are You There God? It's Me, Margaret (2023), una adaptación cinematográfica de Are You There God? de Judy Blume dirigida por Kelly Fremon Craig.
Además, en 2023, se anunció el desarrollo por parte de CBS de la producción del piloto del reinicio de Matlock, siendo Jennie Snyder Urman la escritora del episodio piloto. Bates junto a Joanna Klein y Eric Christian Olsen son los productores de la serie, quien también protagoniza la serie. En septiembre de 2024, Bates anunció su retiro de la actuación tras el lanzamiento de la serie de televisión, Matlock, sin embargo, también declaró que espera interpretar al personaje durante varias temporadas. Por su papel, recibió nominaciones a los Premios Globo de Oro y Premios Primetime Emmy a la mejor actriz en serie dramática, ganando en febrero de 2025, el Premios de la Crítica Televisiva a la mejor actriz – drama. Además, coprotagonizó el telefilme, The Great Lillian Hall (2024), junto a Jessica Lange como Edith Wilson.

## Vida privada
En 1991, contrajo matrimonio con el actor Tony Campisi, unión que duró seis años hasta su divorcio en 1997. En 2003 le fue diagnosticado un cáncer de ovario, pero decidió no hacer pública su enfermedad, que reconoció en 2009, en una entrevista con la periodista Meredith Vieira para el programa Today, transmitido por la cadena NBC, donde reveló su triunfo contra dicha dolencia. Bates, es miembro de la Iglesia metodista unida y está registrada como demócrata.
En junio de 2016, colaboró con la Campaña de Derechos Humanos publicando un vídeo en homenaje a las víctimas del tiroteo en el club nocturno de Orlando. En el vídeo, Bates y otras personas contaron las historias de las personas asesinadas allí.

## Filmografía
Según el sitio web de agregación de reseñas Rotten Tomatoes, que asigna puntajes de películas según las críticas y la recepción del público, algunas de las películas de Yeoh con mayor puntaje incluyen: Misery (1990), Primary Colors (1998), About Schmidt (2002), Midnight in Paris (2011), On the Basis of Sex (2018), Richard Jewell (2019),  Are You There God? It's Me, Margaret (2023) o The Miracle Club (2023). Sus películas más exitosas financieramente incluyen: Dick Tracy (1990), Titanic (1997), La brújula dorada (2007), Bee Movie (2007), The Blind Side (2009), o Valentine's Day (2010).
Además, Bates cuenta con una amplia trayectoria en televisión, gracias a sus papeles en American Horror Story (2013–2016, 2018) obtuvo de nuevo el reconocimiento. También destacan sus papeles en Harry's Law (2011–2012), Two and a Half Men (2012), Feud (2017) o Matlock (2024-presente). Otros papeles recurrentes a destacar son sus personajes de Jo Bennett en The Office (2010–2011), de Bettina en Six Feet Under (2003–2005)	o Mrs. Fowler en The Big Bang Theory (2018).	

## Premios y nominaciones
Nominada a la conocida como Triple Corona de Actuación (en inglés, Triple Crown of Acting), es una de las pocas intérpretes nominadas en las categorías de actuación con un total de una nominación al Premio Tony, cuatro nominaciones a los Premios Óscar y 14 nominaciones a los Premios Primetime Emmy. Ganando, un Premio Óscar, dos Premios Primetime Emmy, dos Premios Globo de Oro y dos Premios del Sindicato de Actores.